# 15e étape du Tour d'Italie 1998
Pour un article plus général, voir Tour d'Italie 1998.
La 15e étape du Tour d'Italie 1998 a lieu le 31 mai 1998 autour de Trieste, en contre-la-montre. Elle est remportée par Alex Zülle.

## Récit
Alex Zülle, Maillot Rose, survole ce contre-la-montre et se paie même le luxe de dépasser Marco Pantani, parti 3 minutes avant lui.

Il creuse l'écart en tête du classement général et semble avoir pris un sérieux avantage dans la perspective de la victoire finale.

## Classement de l'étape
| \| 1. \| Alex Zülle \| \| Festina \| en \| \| \| 2. \| Serhiy Honchar \| \| Cantina Tollo \| + \| 53 s \| \| 3. \| Pavel Tonkov \| \| Mapei-Bricobi \| \| 1 min 22 s \| |                |  |               |    |            |
| 1. | Alex Zülle     |  | Festina       | en |            |
| 2. | Serhiy Honchar |  | Cantina Tollo | +  | 53 s       |
| 3. | Pavel Tonkov   |  | Mapei-Bricobi |    | 1 min 22 s |

## Classement général
| \| 1. \| Alex Zülle \| \| Festina \| en \| \| \| 2. \| Pavel Tonkov \| \| Mapei-Bricobi \| + \| 2 min 02 s \| \| 3. \| Marco Pantani \| \| Mercatone Uno \| \| 3 min 48 s \| |               |  |               |    |            |
| 1. | Alex Zülle    |  | Festina       | en |            |
| 2. | Pavel Tonkov  |  | Mapei-Bricobi | +  | 2 min 02 s |
| 3. | Marco Pantani |  | Mercatone Uno |    | 3 min 48 s |